# 膜叶凤仙花
膜叶凤仙花（学名：Impatiens membranifolia）为凤仙花科凤仙花属下的一个种。

## 扩展阅读
- 維基物種上的相關：膜叶凤仙花